# أنابيل ياغر
أنابيل ياغر (بالألمانية: Annabel Jäger) (6 يناير 1994 بغوترسلوه في ألمانيا - ) هي لاعبة كرة قدم ألمانية في مركز الوسط. شاركت مع منتخب ألمانيا الوطني لكرة القدم للسيدات تحت 15 سنة ‏ ومنتخب ألمانيا تحت 17 سنة للسيدات لكرة القدم ومنتخب ألمانيا تحت 19 سنة للسيدات لكرة القدم ومنتخب ألمانيا تحت 20 سنة للسيدات لكرة القدم. أما مع النوادي، فقد لعبت مع نادي فولفسبورغ للسيدات ونادي فولفسبورغ وFSV Gütersloh 2009 ‏ وBV Cloppenburg (women) ‏.

## وصلات خارجية
- أنابيل جاغر على موقع قاعدة بيانات كرة القدم.إي يو (الإنجليزية)
- أنابيل جاغر على موقع عالم كرة القدم.نت (الإنجليزية)